# Божер Сити (Луизијана)
Божер Сити (енгл. Bossier City) град је у америчкој савезној држави Луизијана.

## Демографија
По попису из 2010. године број становника је 61.315, што је 4.854 (8,6%) становника више него 2000. године.
| Група             | 2000.          | 2010.          |
| Белци             | 39.177 (69,4%) | 37.838 (61,7%) |
| Афроамериканци    | 12.840 (22,7%) | 15.720 (25,6%) |
| Азијати           | 976 (1,7%)     | 1.242 (2,0%)   |
| Хиспаноамериканци | 2.232 (4,0%)   | 4.955 (8,1%)   |
| Укупно            | 56.461         | 61.315         |